# Kings of Convenience
Kings Of Convenience est un groupe norvégien de folk et de pop, aux chansons douces et mélancoliques, qui font penser à Simon & Garfunkel ou à Belle and Sebastian.

## Historique
Originaires de Bergen, en Norvège, Eirik Glambek Bøe et Erlend Øye se sont rencontrés à l'âge de 15 ans à l'école et se sont découvert un intérêt commun pour les vieux albums de Pink Floyd. Dès lors, ils ont appris à jouer de la guitare ensemble.
Ils se sont installés en Angleterre où ils signent avec le label Source en 1999. En 2001, ils sortent l'album Quiet Is the New Loud qui les fait connaître. Trois ans plus tard, sort Versus album de remixes, auxquels les Norvégiens de Röyksopp ont participé en remixant I Don't Know What I Can Save You From.
En 2004, ils sortent Riot on an Empty Street, dans lequel la chanteuse Feist fait une brève apparition. Entre-temps, Erlend Øye fonde un projet solo : The Whitest Boy Alive. En octobre 2009 sort l'album Declaration of Dependence, toujours aussi mélancolique que les précédents.

## Membres du groupe
- Eirik Glambek Bøe, chant, guitare
- Erlend Øye, chant, guitare.

## Discographie

### Albums
- 2001 : Quiet Is the New Loud
- 2001 : Versus (album de remixes)
- 2004 : Riot on an Empty Street
- 2009 : Declaration of Dependence
- 2021 : Peace or Love

### Singles
- 1999 : Brave New World
- 1999 : Failure
- 1999 : Toxic Girl
- 2001 : Winning a Battle, Losing the War
- 2004 : Misread
- 2004 : I'd Rather Dance with You
- 2005 : Know-How
- 2009 : Mrs. Cold
- 2009 : Boat Behind
- 2021 : Rocky Trail
- 2021 : Fever